# Zhang Kailin
Zhang Kailin (China, 28 de janeiro de 1990) é uma tenista profissional chinesa.

## WTA finais

### WTA 125K series finais

#### Duplas (0–1)
| Resultado | N. | Data            | Torneio       | Piso | Parceira   | Oponentes                    | Placar                |
| --------- | -- | --------------- | ------------- | ---- | ---------- | ---------------------------- | --------------------- |
| Vice      | 1. | 27 Outubro 2014 | Ningbo, China | Duro | Han Xinyun | Arina Rodionova Olga Savchuk | 6–4, 6–7(2–7), [6–10] |